# Olympische Sommerspiele 1960/Teilnehmer (Südafrikanische Union)
| Gelbes Symbol für Goldmedaillen mit stilisierten Olympischen Ringen | Graues Symbol für Silbermedaillen mit stilisierten Olympischen Ringen | Braundes Symbol für Bronzemedaillen mit stilisierten Olympischen Ringen |
| ------------------------------------------------------------------- | --------------------------------------------------------------------- | ----------------------------------------------------------------------- |
| —                                                                   | 1                                                                     | 2                                                                       |

Die Südafrikanische Union nahm an den Olympischen Sommerspielen 1960 in Rom mit einer Delegation von 55 Athleten (53 Männer und 2 Frauen) an 46 Wettkämpfen in zwölf Sportarten teil.
Die südafrikanischen Athleten gewannen eine Silbermedaille und zwei Bronzemedaillen. Der Boxer Daan Bekker belegte im Schwergewicht den zweiten Platz, während sich der Boxer William Meyers im Federgewicht und der Leichtathlet Malcolm Spence über 400 Meter jeweils Bronze sicherten.

## Teilnehmer nach Sportarten

### Boxen
- Ralph Knoesen
Fliegengewicht: in der 1. Runde ausgeschieden

- William Meyers
Federgewicht: Bronze

- Stoffel Steyn
Leichtgewicht: in der 1. Runde ausgeschieden

- Willem Ludick
Halbweltergewicht: im Achtelfinale ausgeschieden

- Henry Loubscher
Weltergewicht: im Viertelfinale ausgeschieden

- Abrie Schutte
Halbmittelgewicht: im Achtelfinale ausgeschieden

- Frik van Rooyen
Mittelgewicht: im Viertelfinale ausgeschieden

- Daan Bekker
Schwergewicht: Silber

### Gewichtheben
- Gaston Gaffney
Federgewicht: Wettkampf nicht beendet

- Harry Webber
Leichtgewicht: 17. Platz

- Harold Fraser
Mittelgewicht: 16. Platz

### Leichtathletik
Männer
- Edward Jefferys
100 m: im Viertelfinale ausgeschieden
200 m: im Halbfinale ausgeschieden
4-mal-400-Meter-Staffel: 4. Platz

- Malcolm Spence
400 m: Bronze 
4-mal-400-Meter-Staffel: 4. Platz

- Gordon Day
400 m: im Halbfinale ausgeschieden
4-mal-400-Meter-Staffel: 4. Platz

- Edgar Davis
400 m: im Viertelfinale ausgeschieden
4-mal-400-Meter-Staffel: 4. Platz

- Keith James
Marathon: 13. Platz

- George Hazle
20 km Gehen: 13. Platz
50 km Gehen: 12. Platz

- Fanie du Plessis
Diskuswurf: 23. Platz

### Moderner Fünfkampf
- Ockert van Greunen
Einzel: 52. Platz

### Radsport
- Leslie Haupt
Bahn 1000 m Zeitfahren: 9. Platz
Bahn Tandem: im Vorlauf ausgeschieden

- Sydney Byrnes
Bahn Tandem: im Vorlauf ausgeschieden
Bahn 4000 m Mannschaftsverfolgung: im Vorlauf ausgeschieden

- Charles Jonker
Bahn 4000 m Mannschaftsverfolgung: im Vorlauf ausgeschieden

- Rowan Peacock
Bahn 4000 m Mannschaftsverfolgung: im Vorlauf ausgeschieden

- Robert Fowler
Bahn 4000 m Mannschaftsverfolgung: im Vorlauf ausgeschieden

### Ringen
- Abraham Geldenhuys
Federgewicht, Freistil: 7. Platz

- Anthony Ries
Leichtgewicht, Freistil: 11. Platz

- Coenraad de Villiers
Weltergewicht, Freistil: 7. Platz

- Manie van Zyl
Halbschwergewicht, Freistil: 6. Platz

- Max Ordman
Schwergewicht, Freistil:

### Rudern
- David Meineke
Einer: im Halbfinale ausgeschieden

- David Lord
Vierer ohne Steuermann: im Halbfinale ausgeschieden

- Jack Mok
Vierer ohne Steuermann: im Halbfinale ausgeschieden

- Trevor Steyn
Vierer ohne Steuermann: im Halbfinale ausgeschieden

- John Stocchi
Vierer ohne Steuermann: im Halbfinale ausgeschieden

### Schießen
- Michiel Victor
Freies Gewehr Dreistellungskampf 300 m: 36. Platz
Kleinkalibergewehr Dreistellungskampf 50 m: 44. Platz

- Johannes Human
Kleinkalibergewehr Dreistellungskampf 50 m: 35. Platz
Kleinkalibergewehr liegend 50 m: 31. Platz

- David du Plessis
Kleinkalibergewehr liegend 50 m: 68. Platz

- Wim Peeters
Trap: 35. Platz

- Eric Lucke
Trap: Wettkampf nicht beendet

### Schwimmen
Männer
- Aubrey Bürer
100 m Freistil: 7. Platz
400 m Freistil: im Vorlauf ausgeschieden
1500 m Freistil: im Vorlauf ausgeschieden

- Murray McLachlan
400 m Freistil: 6. Platz
1500 m Freistil: 6. Platz

Frauen
- Laura Ranwell
100 m Rücken: 4. Platz

### Segeln
- Gordon Burn-Wood
Finn-Dinghy: 33. Platz

- Hellmut Stauch
Flying Dutchman: 15. Platz

- Robin Standing
Flying Dutchman: 15. Platz

### Turnen
Frauen
- Antoinette Kuiters
Einzelmehrkampf: 80. Platz
Boden: 78. Platz
Pferdsprung: 83. Platz
Schwebebalken: 78. Platz
Stufenbarren: 82. Platz

### Wasserball
- in der 1. Runde ausgeschieden
William Aucamp
Ronald Meredith
Leon Nahon
Frank Butler
Wallace Voges
Ronald Tinkler
Stephanus Botha
Robert Schwartz
Allan Brown